# Until You Suffer Some (Fire and Ice)
Until You Suffer Some (Fire and Ice) è un singolo del gruppo musicale statunitense Poison, il secondo estratto dal loro quarto album in studio Native Tongue nel 1993.
Il brano raggiunse il trentaduesimo posto della classifica britannica.

## Tracce
1. Until You Suffer Some (Fire and Ice) – 4:14
2. Strike Up the Band – 4:15
3. Stand (Acoustic Mix) – 4:12
4. Until You Suffer Some (Fire and Ice) (Ice Mix) – 4:12

## Classifiche
| Classifica (1993) | Posizione massima |
| ----------------- | ----------------- |
| Regno Unito       | 32                |